# Поддиафрагмальное пространство
Поддиафрагмальное пространство — совокупность естественных карманов брюшины, расположенных в верхнем этаже брюшной полости. Клиническое значение поддиафрагмального пространства состоит в том, что его строение обусловливает локализацию поддиафрагмальных абсцессов.
Границами поддиафрагмального пространства являются:
- сверху и сзади — диафрагма;
- спереди и с боков — диафрагма и передняя брюшная стенка;
- снизу — верхняя и задняя поверхности печени и поддерживающие её связки.

Различают внутрибрюшинную и забрюшинную части поддиафрагмального пространства. Наиболее частой локализацией поддиафрагмальных абсцессов является внутрибрюшинная часть поддиафрагмального пространства.

## Внутрибрюшинная часть поддиафрагмального пространства
Серповидная связка печени разделяет внутрибрюшинную часть на правый и левый отделы.

### Правый отдел внутрибрюшинной части
В правом отделе выделяют передневерхнюю и задневерхнюю области.
Границами передневерхней области правого отдела внутрибрюшинной части поддиафрагмального пространства являются:
- медиально — серповидная связка;
- сзади — верхний листок венечной связки печени;
- сверху — диафрагма;
- снизу — диафрагмальная поверхность правой доли печени;
- спереди и латерально — реберная часть диафрагмы, передняя брюшная стенка.

Границами задневерхней области правого отдела являются:
- спереди - задняя поверхность печени;
- сзади - париетальная брюшина на задней брюшной стенке;
- сверху - нижний листок венечной и правая треугольная связка печени.

И передневерхняя, и задневерхняя области сообщаются с подпеченочным пространством и с брюшной полостью.